# Surface 2

Surface 2 es una tableta híbrida de la familia Microsoft Surface creada por Microsoft. Fue anunciada el 23 de septiembre de 2013 y lanzada el 22 de octubre de 2013, y es la sucesora de la Surface original. Hacia enero de 2015, Microsoft dejó de manufacturar la Surface 2, pero va a proveer parches para este dispositivo hasta 2023.

## Historia
Los pedidos anticipados para la Surface 2 se abrieron el 24 de septiembre de 2013, y el dispositivo fue lanzado el 22 de octubre de 2012. Con la compra del dispositivo, se incluyeron 200GB de almacenamiento en OneDrive gratuito por dos años, y un año  de llamadas de Skype gratuitas a teléfonos fijos y acceso a hotspots de Skype.
En enero de 2015, luego de agotar el stock en la Microsoft Store en línea, Microsoft anunció que sería discontinuada la producción futura de Surface 2. Después de la Surface 2, la Nokia Lumia 2520 era la única tableta con Windows RT que quedaba en el mercado, antes de ser también discontinuada una semana más tarde.

## Características

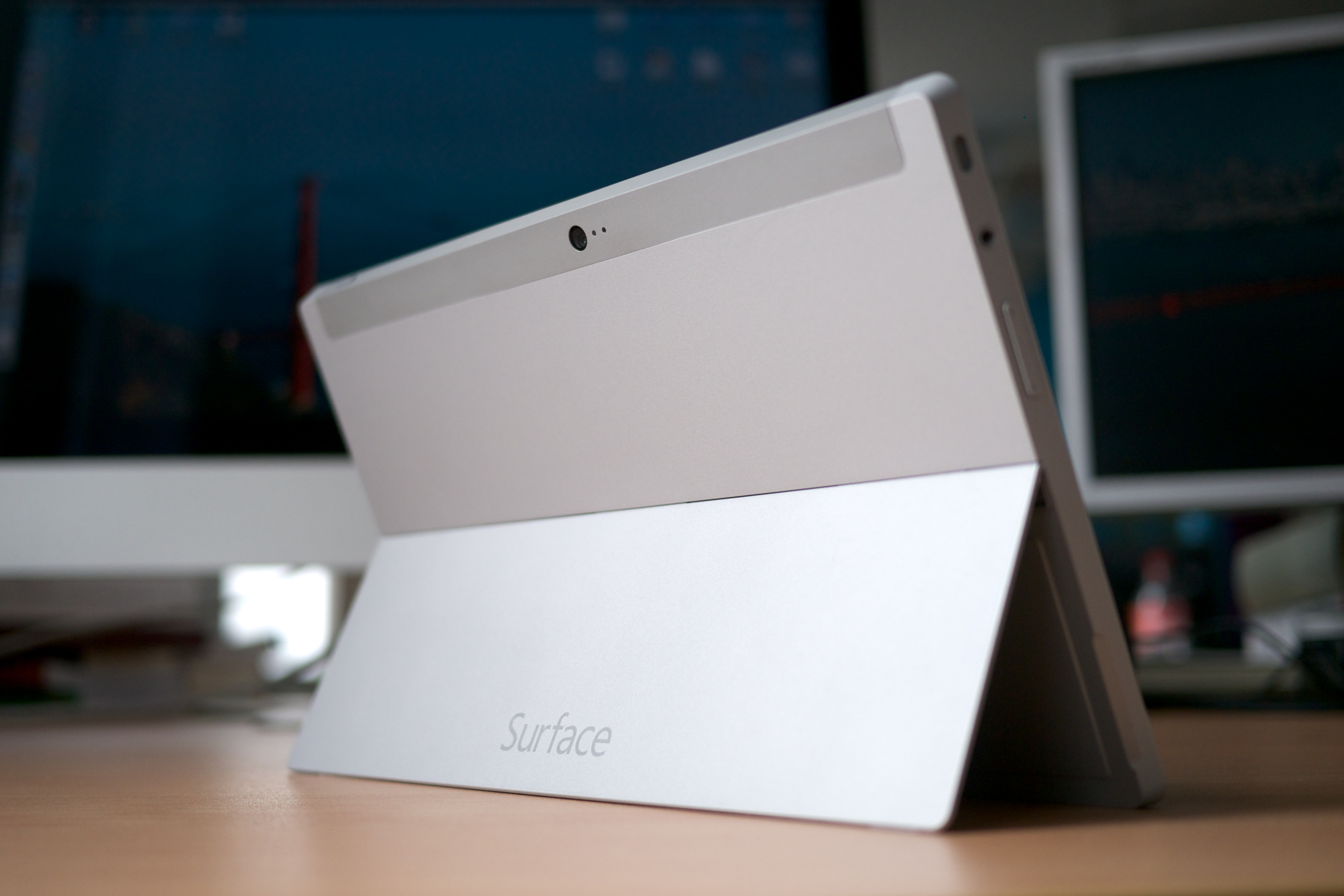
Respaldo de la Surface 2

### Hardware
Hecha de aleación de magnesio y vidrio templado, la carcasa exterior de la Surface 2 mantiene un diseño similar a su predecesor, pero en color plateado y con bisel negro. La Surface 2 es también más fina y liviana que el modelo previo, y usa un chipset Nvidia Tegra 4 a 1,7 GHZ de cuatro núcleos con 2GB de RAM. Microsoft reivindica que el nuevo chipset junto con las demás mejoras del hardware interno, hacen a la Surface 2 hasta cuatro veces más rápida que la Surface RT original, y que alcanza 10 horas de batería en reproducción de videos. No como la Surface de primera generación (cuya pantalla era de 1366 x 768), la Surface 2 usa una pantalla 1080p, al igual que la Surface Pro 2. Se afirma que esta pantalla tiene un 50% mejor color que la anterior generación, y también que tiene la menor reflectividad entre la competencia. El dispositivo también incluye un puerto USB 3.0 de tamaño completo, 32 o 64 GB de almacenamiento interno y una ranura para tarjetas MicroSD.
El modelo 4G LTE de la Surface 2 fue lanzado el 18 de marzo de 2012 y venía únicamente con 64GB de almacenamiento. AT&T es el proveedor celular de Microsoft y la Surface 2 4G LTE venía con la aplicaicón "AT&T All Access" preinstalada, pero en realidad el dispositivo estaba liberado. También incluye servicios de GPS, GPS Asistido y GLONASS.

### Software
La Surface 2 venía con Windows RT 8.1 y Office 2013 RT, no como la Surface original que se lanzó con Office 2013 RT Beta (pero más tarde recibió la actualización final). Otras aplicaciones incluidas eran: correo electrónico, calendario, contactos y los servicios de Bing (hoy parte de MSN). Tal como su predecesor, sólo se le pueden instalar aplicaciones de la Windows Store, y no programas reales para Windows, por lo que esta Surface 2, al contrario que su sucesora -la Surface 3, no puede ser considerada una computadora 2 en 1.

### Accesorios
Versiones actualizadas de las fundas con teclado de Surface para la Surface 2 se hicieron disponibles; el Touch Cover 2 y el Type Cover 2 son ahora más finos que la versión anterior, y cuentan con un sistema de retroiluminación "dinámico". El Touch Cover 2 cuenta con 1092 sensores comparado con sólo 80 en el Touch Cover original.
También se hizo disponible un nuevo accesorio llamado Power Cover, que agregaba 30 Wh de batería al dispositivo. Acompañando al Touch Cover 2 y Type Cover 2, había también un adaptador inalámbrico que permitía conectarlos hasta 9 metros de distancia mediante bluetooth. Un actualizado kickstand ahora se puede abrir hasta los 55°, en comparación con el anterior, de 22°. En su presentación, Microsoft desveló también el Music Cover, una variante del Touch Cover que sirve como mezclador de DJ con botones de reproducción, un sampler de 16 botones y tres deslizadores.

## Recepción
Las reseñas iniciales de la Surface 2 fueron variadas. Los críticis fueron generalmente positivos en cuanto a las mejoras en hardware en comparación con el modelo anterior. De todas formas, la Surface 2 fue criticada por la falta de soporte para programas de Windows tradicionales y el bajo número de aplicaciones de calidad presentes en la Windows Store.
En un reporte financiero de Microsoft en el segundo cuarto de 2014, los ingresos superaron el doble que en el primer cuarto: pasaron de US$ 400 millones a US$ 893 millones, pero Microsoft perdió US$ 39 millones ya que el desarrollo costó US$ 932 millones. De todas formas, hubo quienes reconocieron el crecimiento de la marca a pesar de la pérdida.

### Problema de sobrecalentamiento
Se reportó que la Surface 2 tenía algunos problemas de sobrecalentamiento. Microsoft emitió una actualización para intentar arreglar este problema.

## Línea de tiempo
Fuente: Surface Blog